# كيريل ديميتروف
كيريل ديميتروف هو مصارع هاوي بلغاري، ولد في 8 ديسمبر 1951، وتوفي في يوليو 2015.

## وصلات خارجية
- كيريل ديميتروف على موقع قاعدة بيانات المصارعة الدولية (الإنجليزية)
- كيريل ديميتروف على موقع أوليمبيديا (الإنجليزية)